# Constantin Mandricenco
Constantin Mandricenco (Tiraspol, 19 febbraio 1991) è un calciatore moldavo, centrocampista dell'Univer Comrat.

## Carriera

### Club
Ha giocato nella prima divisione moldava, kazaka e armena, totalizzando oltre centro presenze in massima serie.
Ha esordito nelle coppe europee, giocando il 15 luglio 2009 la gara contro l'Inter Turku valida per il secondo turno di qualificazione alla UEFA Champions League 2009-2010

### Nazionale
Con la nazionale Under-21 ha giocato otto partite, cinque delle quali valide per la qualificazione agli Europei di categoria.

## Palmarès

### Club

#### Competizioni nazionali
- Campionato moldavo: 1

Sheriff Tiraspol: 2009-2010